# Siliragung (plaats)
Siliragung is een bestuurslaag in het regentschap Banyuwangi van de provincie Oost-Java, Indonesië. Siliragung telt 6844 inwoners (volkstelling 2010).